# Melitaea ninae
Melitaea ninae är en fjärilsart som beskrevs av Leo Andrejewitsch Sheljuzhko 1935. Melitaea ninae ingår i släktet Melitaea och familjen praktfjärilar. Inga underarter finns listade i Catalogue of Life.